# William M. Daley
William Michael (Bill) Daley, född 8 augusti 1948 i Chicago, Illinois, är en amerikansk demokratisk politiker, advokat och företagsledare. Han var Vita husets stabschef mellan januari 2011 och februari 2012.

## Biografi
Fadern Richard J. Daley, en känd politisk boss, var Chicagos borgmästare 1955–1976, vilket även brodern Richard M. Daley var.
Daley avlade grundexamen vid Loyola University Chicago och juristexamen vid John Marshall Law School i Chicago. Han arbetade på advokatbyrån Daley and George och anställdes sedan av Amalgamated Bank of Chicago. Han var företagets huvudchef för det operativa arbetet (COO) 1990–1993 och återvände sedan till arbetet som advokat.
Daley efterträdde 1997 Mickey Kantor som USA:s handelsminister. Han efterträddes i juli 2000 av Norman Mineta. Han var verkställande direktör för SBC Communications 2001–2004. Han anställdes sedan av J.P. Morgan Chase för att ansvara för det operativa arbetet i Mellanvästern efter fusionen med Bank One Corporation.
Daley utsågs den 6 januari 2011 till Vita Husets stabschef av Barack Obama. Han avgick i januari 2012.
Daley är bror till borgmästaren i Chicago Richard M. Daley. Fadern Richard J. Daley, en känd politisk boss, var borgmästare 1955–1976.